# Tribano
Tribano là một đô thị thuộc tỉnh Padova vùng Veneto, located about 45 km về phía tây nam của Venezia và cách khoảng 20 km về phía nam của Padova. Tại thời điểm ngày 31 tháng 12 năm 2004, đô thị này có dân số 4.284 người và diện tích 19,3 km².
Đô thị Tribano bao gồm các frazioni (các đơn vị cấp dưới, chủ yếu là làng) Olmo and San Luca.
Tribano giáp các đô thị: Anguillara Veneta, Bagnoli di Sopra, Conselve, Monselice, Pozzonovo, San Pietro Viminario.